# Амман, Томас
Томас Амман (нем. Thomas Ammann; 1950, Эрматинген, Швейцария — 9 июня 1993) — швейцарский арт-дилер и коллекционер произведений послевоенного и современного искусства.

## Биография

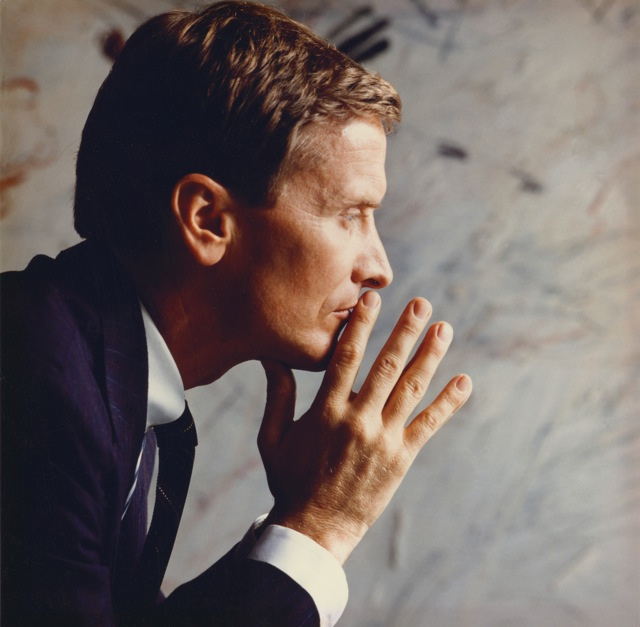
Томас Амман, Цюрих 1991

Родившийся в 1950 году в Эрматингене (Швейцария), будучи младшим из четырёх детей (Эвелин, Дорис, Сьюзен), Амман начал коллекционировать произведения искусства ещё в юном возрасте. В 18 лет он начал работать в галерее Бруно Бишофбергера в Цюрихе. Тогда же он познакомился с Энди Уорхолом, который стал его близким другом. В 1977 году Амман занялся собственным бизнесом. Уже в 1980-е годы, когда ему шёл лишь четвёртый десяток, он занял видное место в мире искусства, также проводя время и с другими знаменитостями из мира кино и моды. Его стиль одеваться был отмечен в 1988 году включением в Зал славы международного списка превосходно одетых людей (англ. International Best Dressed Hall of Fame List).
Амман умер 9 июня 1993 года, в возрасте 43 лет. Поминальная служба для друзей и семьи была проведена в Музее Соломона Гуггенхайма в Нью-Йорке 18 ноября 1993 года, где со своими речами выступили Патрисия Фелпс де Сиснерос, Томас Кренс, Уильям Г. Луерс, Эрнст Бейелер, Роберт Уилсон, Боб Колацелло, Бьянка Джаггер и художники Росс Блекнер, Франческо Клементе и Эрик Фишль.

## Галерея

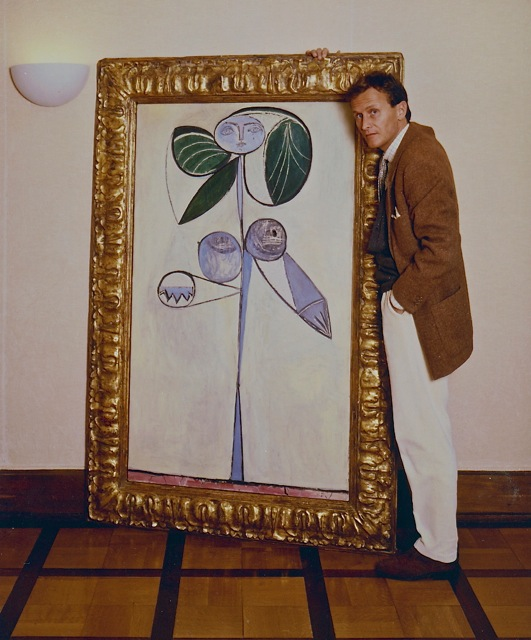
Амман в своей цюрихской галерее в 1989 году

В 1977 году Амман основал свою собственную галерею, которую вскоре стали посещать крупные коллекционеры. Среди её покровителей были Джованни Аньелли, Густаво Сиснерос, Дэвид Геффен, Рональд Лаудер, Динос Мартинос, Ставрос Ниархос, Рональд Перельман, Ив Сен-Лоран и Ханс Тиссен-Борнемиса. Амман занимался преимущественно картинами и скульптурой художников XX века, в том числе Фрэнсиса Бэкона, Бальтюса, Макса Бекмана, Константина Бранкузи, Жоржа Брака, Александра Колдера, Альберто Джакометти, Василия Кандинского, Эрнста Людвига Кирхнера, Пауля Клее, Виллема де Кунинга, Фернана Леже, Анри Матисса, Жоана Миро, Барнетта Ньюмана, Пабло Пикассо и Марка Ротко.
Благодаря осмотрительности и секретности Аммана в бизнесе известны лишь несколько ярких примеров произведений искусства, которые оказались в ведущих музеях мира, пройдя через его руки. К ним относятся картины «Пресвятая Дева Мария, наказывающая младенца Иисуса в присутствии трёх свидетелей» Макса Эрнста, ныне хранящаяся в кёльнском Музее Людвига, и «Портрет Жозефа Рулена» Винсента Ван Гога, который Амман продал в Нью-Йоркский музей современного искусства. Амманн был крупным игроком на международных художественных аукционах в Лондоне и Нью-Йорке. Пресса отмечала, что «его присутствие в мировых торговых залах создавало настроение оптимизма, независимо от рыночной конъюнктуры, а его восторженные заявки на картины Сая Твомбли и Энди Уорхола были продиктованы искренней страстью и потенциальной прибылью». Амман начал организовывать аукционы в своей галерее с 1987 года.
Ныне галерея Томаса Аммана управляется его второй старшей сестрой Дорис, которая присоединилась к галерее в конце 1970-х годов и работала её финансовым администратором до смерти своего брата в 1993 году.
Тобиас Мюллер Амманн, его единственный племянник, занимал пост управляющего директора Цюрихской галереи Бруно Бишофбергера с 1995 года, после своей работы на аукционе Кристис в Лондоне и Афинах.

## Коллекция

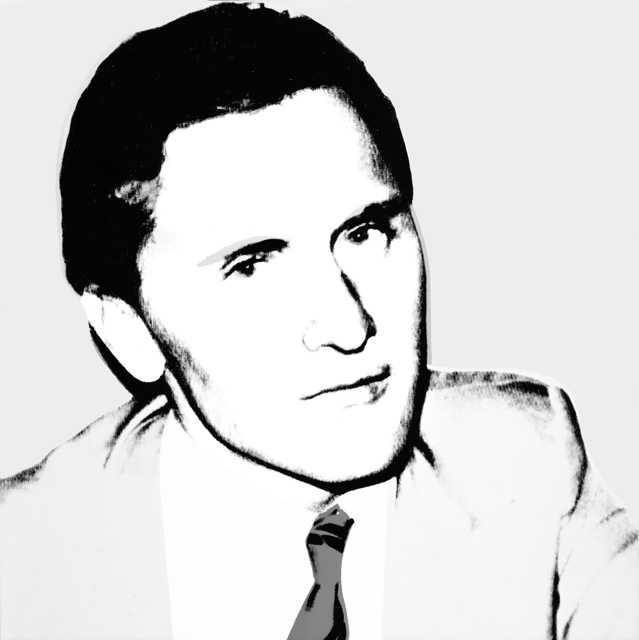
Портрет Томаса Аммана авторства Уорхола

Амманн был другом многих современных художников, чьи работы он покупал исключительно для своей собственной коллекции. Небольшая подборка его экспонатов была представлена в Базельском художественном музее в 1985 году на выставке «От Твомбли до Клементе — избранные работы из частной коллекции», куратором которой был известный искусствовед и бывший директор музея Жан-Кристоф Амманн (не его родственник). Многие из мира искусства пришли к выводу, что коллекция Томаса работ второй половины XX века является одной из лучших cуществовавших тогда, с великолепным подбором художников, таких как Энди Уорхол, Сай Твомбли, Брайс Марден, Роберт Риман, Зигмар Польке, Эрик Фишль, Франческо Клементе и Нил Дженни. Коллекция финансировалась его другом детства и коллегой-энтузиастом искусства Александром Шмидгейни, который разделил с ним цель по созданию первоклассной коллекции современного искусства. Следуя своему принципу «вы не должны собирать то, что вы хотите продать», Амман строго отделил своё арт-дилерство в отношении искусства начала XX века от коллекционирования послевоенных и современных работ. После смерти Александра Шмидхейни в 1992 году и Томаса Аммана в 1993 году эта коллекция была унаследована их братьями и сёстрами. Дорис Амман выставляет некоторые из унаследованных работ, в то время как Стефан Шмидгейни передал свою долю в наследстве созданной в 1997 году Коллекции Дарос. 

## Личная жизнь
Амманн был геем. Во время его смерти, в клинике Бирхер-Беннер в Цюрихе, его семья сказала, что он умер от рака, хотя причиной его кончины стал СПИД.

## Благотворительность

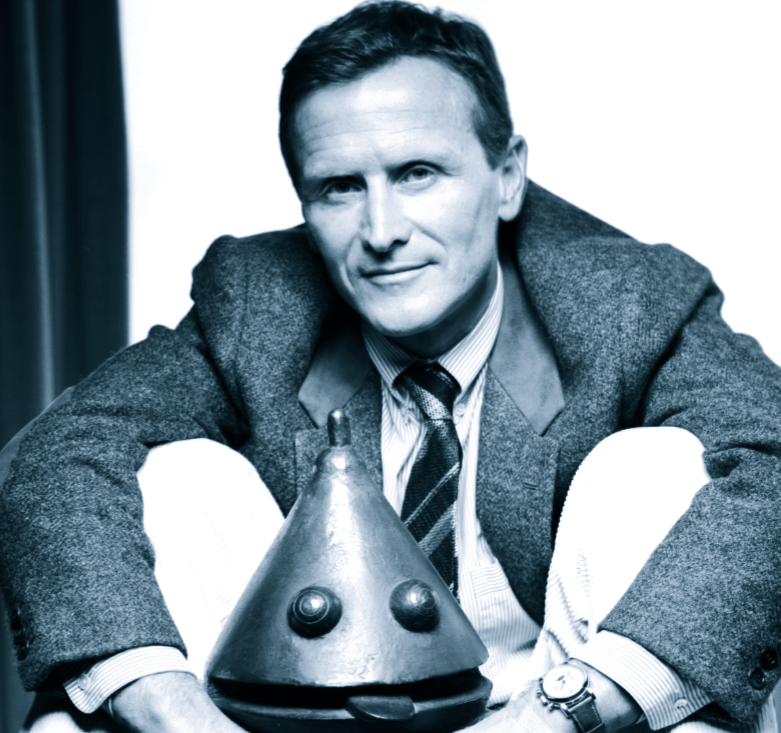
Амман с работой Макса Эрнста «Мой друг Пьерро»

Амманн был одним из горячих сторонников борьбы со СПИДом, жертвой которой стали многие выдающиеся деятели искусства. Вечером 2 мая 1988 года, после продажи коллекции Энди Уорхола на аукционе Сотбис в Нью-Йорке, Амманн организовал благотворительный аукцион, который собрал почти два миллиона долларов США. Амманн убедил своих друзей-художника от Джаспера Джонса до Сая Твомбли пожертвовать свои произведения для этого аукциона, который он организовал совместно со светской львицей Патрисией Бакли, доходы от которого пошли на программу поддержки Госпиталя Святого Винсента и Медицинского центра Нью-Йорка. 
В 1991 году в качестве председателя международной программы Томас Амманн организовал и провёл гала-ужин "Искусство против СПИДа" (AmFAR) и сбор средств в размере 1,5 миллиона долларов в рамках открытия художественной ярмарки в Базеле с участием Элизабет Тейлор и Одри Хепбёрн. Там присутствовало около 500 гостей, среди которых были крупнейшие деятели из мира искусства и развлечений.

## Каталог работ Энди Уорхола

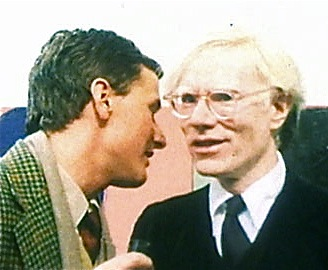
Амман и Уорхол в Цюрихе в 1978 году

В 1977 году Амманн задумал создать каталог всех картин, скульптур и рисунков Энди Уорхола и с согласия художника начал обширное предприятие по сборке материала, необходимого для такого проекта, чтобы, наконец, создать всеобъемлющую, научную и авторитетную публикацию. Первые тома были опубликованы в 2002 и 2004 годах издательством «Phaidon Press».

## Публикации
- From Twombly to Clemente — Selected works from a Private Collection, Kunsthalle Basel, 1985
- Andy Warhol Catalogue Raisonné Vol. I (1961—1963)
- Andy Warhol Catalogue Raisonné Vol. II (1964—1969)
- Andy Warhol Catalogue Raisonné Vol. III (1970—1974)